# Ruïnes de São Miguel de Odrinhas
Odrinhas és l'indret més important de la presència romana a Sintra, Portugal. A més del Museu Arqueològic de Sâo Miguel de Odrinhas, el jaciment d'Odrinhas conté una gran varietat de vestigis romans i d'altres èpoques subsegüents que testimonien la permanència de la presència humana al lloc si més no des del segle I ae fins a l'actualitat. Aquesta persistència és curiosa perquè és una zona on no es coneix cap població important. El nucli urbà més proper era Faião, l'urbs romana més important del municipi d'Olissipo, després del mateix Olissipo. Hi ha també vestigis d'una via romana que connectaria Odrinhas amb Faião. Les ruïnes d'Odrinhas estan classificades com "Immoble d'Interés Públic" des del 30/11/1950.

## Història
A Odrinhas, d'època romana són quasi tots els murs i compartiments actualment visibles, que són vestigis d'una vil·la fundada en la segona meitat del segle I aC. Sobre aquesta vil·la primitiva, es construiria, ja en el segle IV,una altra de la qual forma part un paviment en mosaic monocrom de dibuix geomètric, encara hui conservat al costat de la capella de St. Miquel.
N'és curiosa una estructura absidal, construïda amb pedres de la zona disposades horitzontalment en fileres paral·leles i datada del segle II. Les excavacions realitzades en la dècada de 1950 reconstruïren l'edifici. Es tractaria d'un temple romà o paleocristià format per un absis en ferradura i de falsa volta, dues absidioles o tal vegada nínxols, una nau rectangular i un possible petit nàrtex. Però, a banda de la peculiaritat de la planta i de la seua estranya orientació nord-sud, no s'hi trobà, durant les excavacions, cap objecte de culte. Per això ha sorgit la teoria que l'absis formaria part de la vil·la romana, probablement d'un saló noble on es rebrien les visites. Justino Maciel (1983), però, afirma que es tracta d'un mausoleu romà, una còpia dels models àulics del centre de l'imperi, concretament del mausoleu de Santa Constanza, i en suggereix una datació posterior (s. IV).

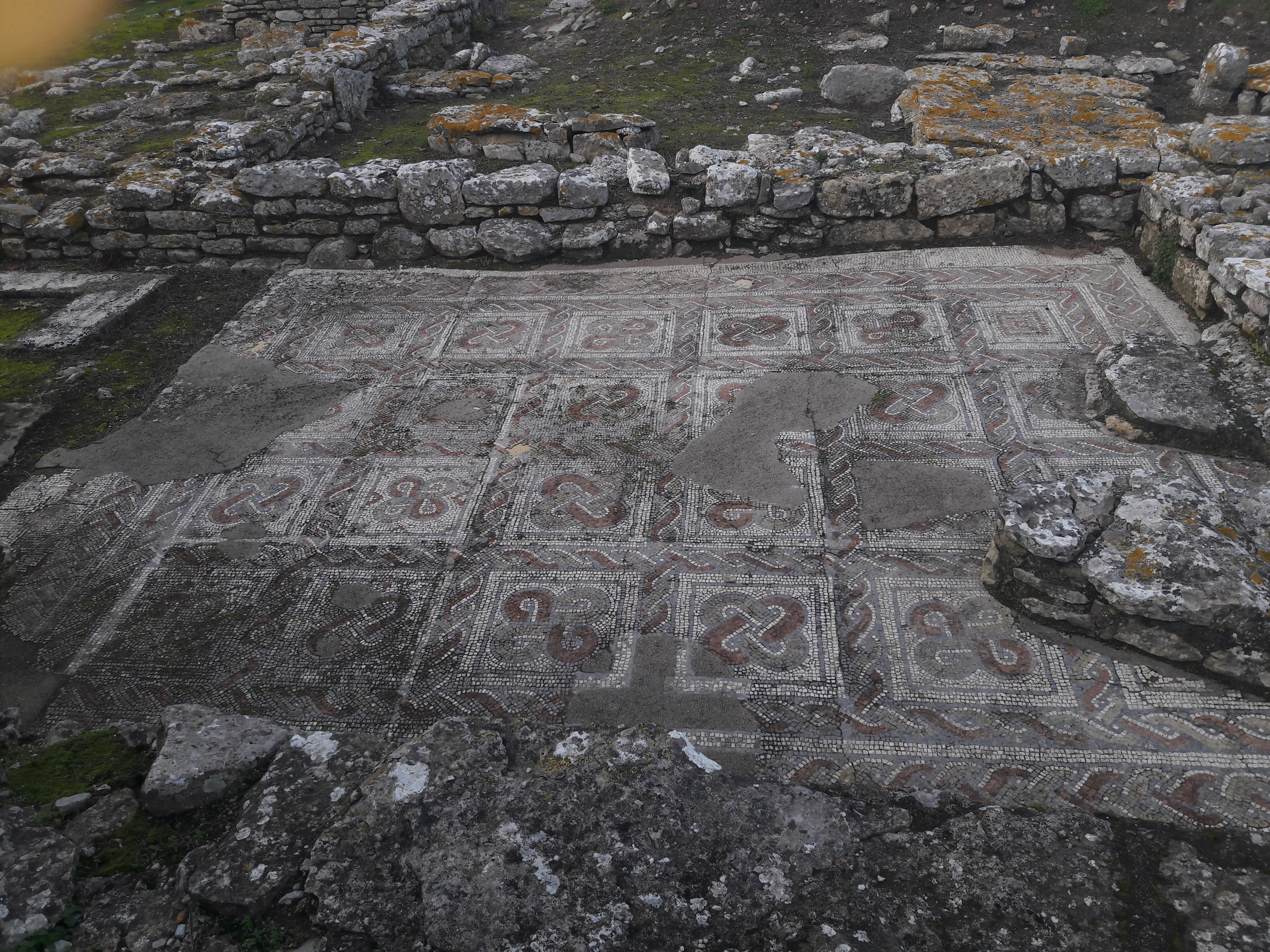
Ruïnes de Sâo Miguel de Odrinhas

En la baixa edat mitjana l'indret es transformà en cementeri (és l'únic cementeri medieval excavat a Portugal), com encara hui es pot comprovar per les nombroses sepultures a l'entorn de l'ermita de St. Miquel, cadascuna amb la respectiva capçalera en disc, en un total de 35, tot i que la seua actual distribució potser no és la primitiva.

## Museu
El museu, designat inicialment Museu Arqueològic Prof. Dr. Joaquim Fonts, es construí a partir de les ruïnes amb l'objectiu de rebre'n els vestigis. La riquesa de les troballes, en què destaca una de les majors col·leccions epigràfiques conegudes, obligà a construir un annex i a utilitzar espais exteriors. La Cambra Municipal de Sintra, propietària del Museu, va decidir remodelar-lo i construí un complex que alberga les troballes de l'antic museu, una biblioteca especialitzada, un auditori, gabinets d'estudi, serveis de restauració, i àrees d'oci. Odrinhas és ara un indret de pas obligat per al coneixement de la presència romana i de tota l'antiguitat de Sintra.
L'edifici actual, inaugurat al 1999, és un projecte d'Alberto Castro Nunes i António Maria Braga (en), guanyadors del Premi Rafael Manzano (en), amb consultoria de Léon Krier, i programa museològic de José Cardim Rierol. I és un exemple de la nova arquitectura tradicional portuguesa.